# Hora media local

La ecuación del tiempo: sobre el eje, un reloj de sol aparecerá rápido en relación con un reloj que muestra la hora local media, y debajo del eje, un reloj de sol aparecerá lento

La hora media local es una forma de hora solar que corrige las variaciones de hora aparente local, formando una escala de tiempo uniforme en una longitud específica. Esta medida del tiempo se utilizó para el uso cotidiano durante el siglo XIX antes de que se introdujeran los husos horarios a partir de finales del siglo XIX; todavía tiene algunos usos en astronomía y navegación.

## Uso anterior
La hora media local se utilizó desde principios del siglo XIX, cuando se utilizó por última vez la hora local  solar o reloj de sol hasta que se adoptó la hora estándar en diversas fechas en los distintos países.   Cada pueblo o ciudad mantenía su propio meridiano.  Esto llevó a una situación en la que las localidades separadas por un grado de longitud tenían horas separadas por cuatro minutos. Esto se convirtió en un problema a mediados del siglo XIX cuando los ferrocarriles necesitaban relojes que estuvieran sincronizados entre estaciones, al mismo tiempo que la gente necesitaba hacer coincidir su reloj (o el de la iglesia) con las tablas horarias. La hora estándar significa que se utiliza la misma hora en toda una región; por lo general, estaba desfasada de la hora media de Greenwich o era la hora media local de la capital de la región. La diferencia entre la hora media local y la hora aparente local es la ecuación del tiempo.